# ÖBB 2043
| ÖBB 2043                                                       | ÖBB 2043                          | ÖBB 2043                          | ÖBB 2043                          | ÖBB 2043 | ÖBB 2043 |
| -------------------------------------------------------------- | --------------------------------- | --------------------------------- | --------------------------------- | -------- | -------- |
| Zwei Loks der Reihe 2043 im Juni 2004 in Wels (Oberösterreich) |                                   |                                   |                                   |          |          |
|                                                                | 2043.01–04                        | 2043.05–34                        | 2043.35–77                        |          |          |
| Anzahl                                                         | 4                                 | 30                                | 43                                |          |          |
| Hersteller                                                     | Jenbacher Werke                   | Jenbacher Werke                   | Jenbacher Werke                   |          |          |
| Baujahr                                                        | 1964–65                           | 1966–70                           | 1970–77                           |          |          |
| Ausmusterung                                                   | 2002–23                           | 2002–23                           | 2002–23                           |          |          |
| Bauart                                                         | B’B’                              | B’B’                              | B’B’                              |          |          |
| Dienstmasse                                                    | 70,0 t                            | 70,0 t                            | 70,0 t                            |          |          |
| Länge über Puffer                                              | 14.760 mm                         | 15.760 mm                         | 15.760 mm                         |          |          |
| Drehzapfenabstand                                              | 7.000 mm                          | 8.000 mm                          | 8.000 mm                          |          |          |
| Achsstand im Drehgestell                                       | 2.500 mm                          | 2.500 mm                          | 2.500 mm                          |          |          |
| Höchstgeschwindigkeit                                          | 100 km/h                          | 110 km/h                          | 110 km/h                          |          |          |
| Motor                                                          | 12-Zylinder-Dieselmotor, 1000/min | 12-Zylinder-Dieselmotor, 1000/min | 12-Zylinder-Dieselmotor, 1000/min |          |          |
| Leistung in kW                                                 | 1104                              | 1104                              | 1104                              |          |          |
| Kraftübertragung                                               | hydraulisch                       | hydraulisch                       | hydraulisch                       |          |          |
| Treibraddurchmesser                                            | 950 mm                            | 950 mm                            | 950 mm                            |          |          |
| Spurweite                                                      | Normalspur                        | Normalspur                        | Normalspur                        |          |          |
| Umbau zu 2043.5 (1979)                                         | –                                 | –                                 | 2043.55–58                        |          |          |

Die Reihe 2043 der Österreichischen Bundesbahnen (ÖBB) waren vierachsige dieselhydraulische Lokomotiven, die von 1964 bis 2020 bei den ÖBB im Einsatz standen. Die Maschinen wurden von den Jenbacher Werken gebaut. Sie trugen wesentlich zur Verdrängung der Dampflokomotive von den nicht elektrifizierten Strecken der ÖBB bei. Die letzten Vertreter dieser Reihe, 2043 005, 010 und 062, schieden mit 28. Februar 2020 aus dem aktiven Dienst bei den ÖBB aus, die letzte Vertreterin der Reihe, 2043 021, mit 1. August 2023.

## Geschichte

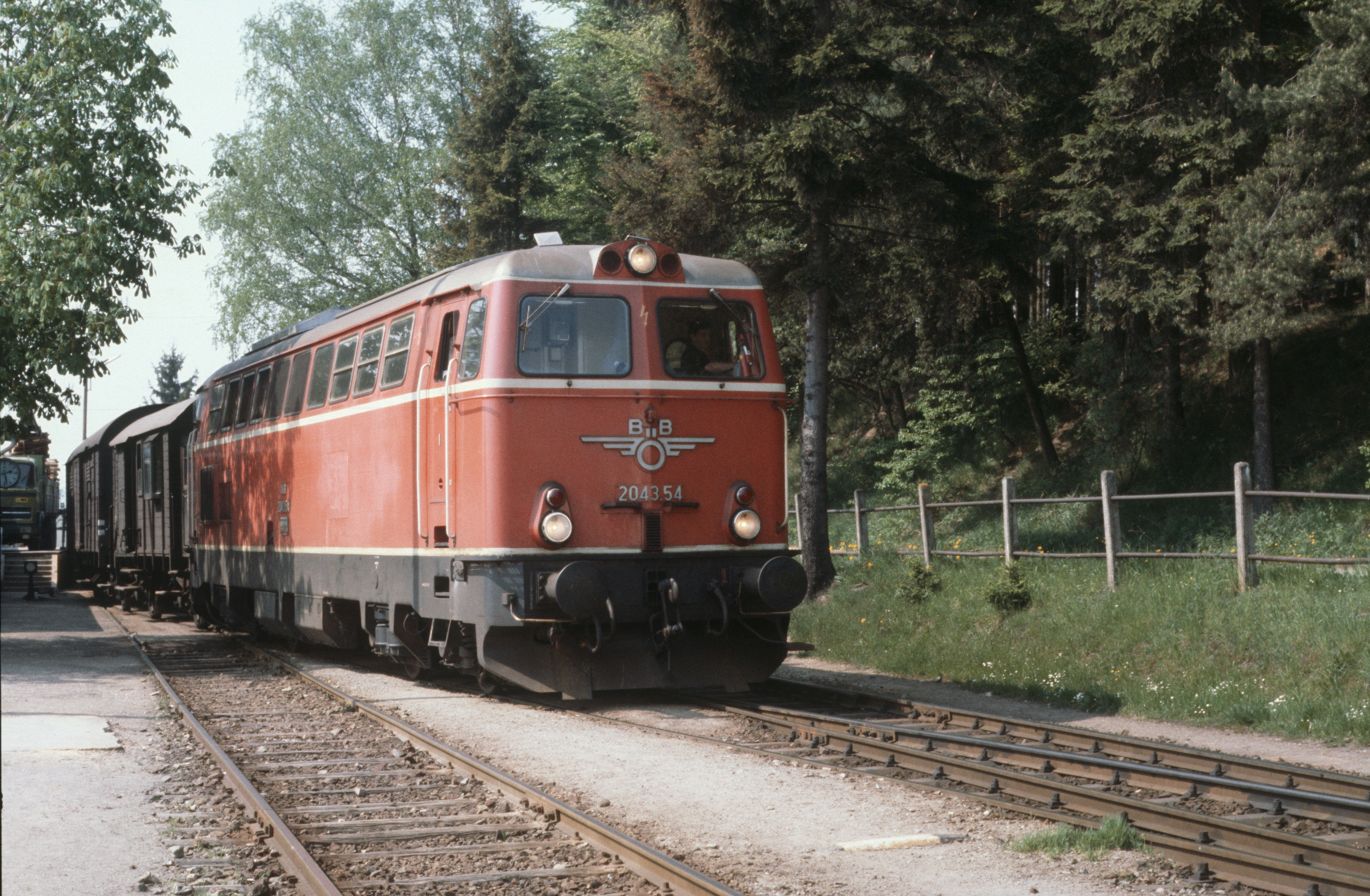
2043.54 im blutorangen Anstrich am Bahnhof Rohrbach-Berg der Mühlkreisbahn (1979)

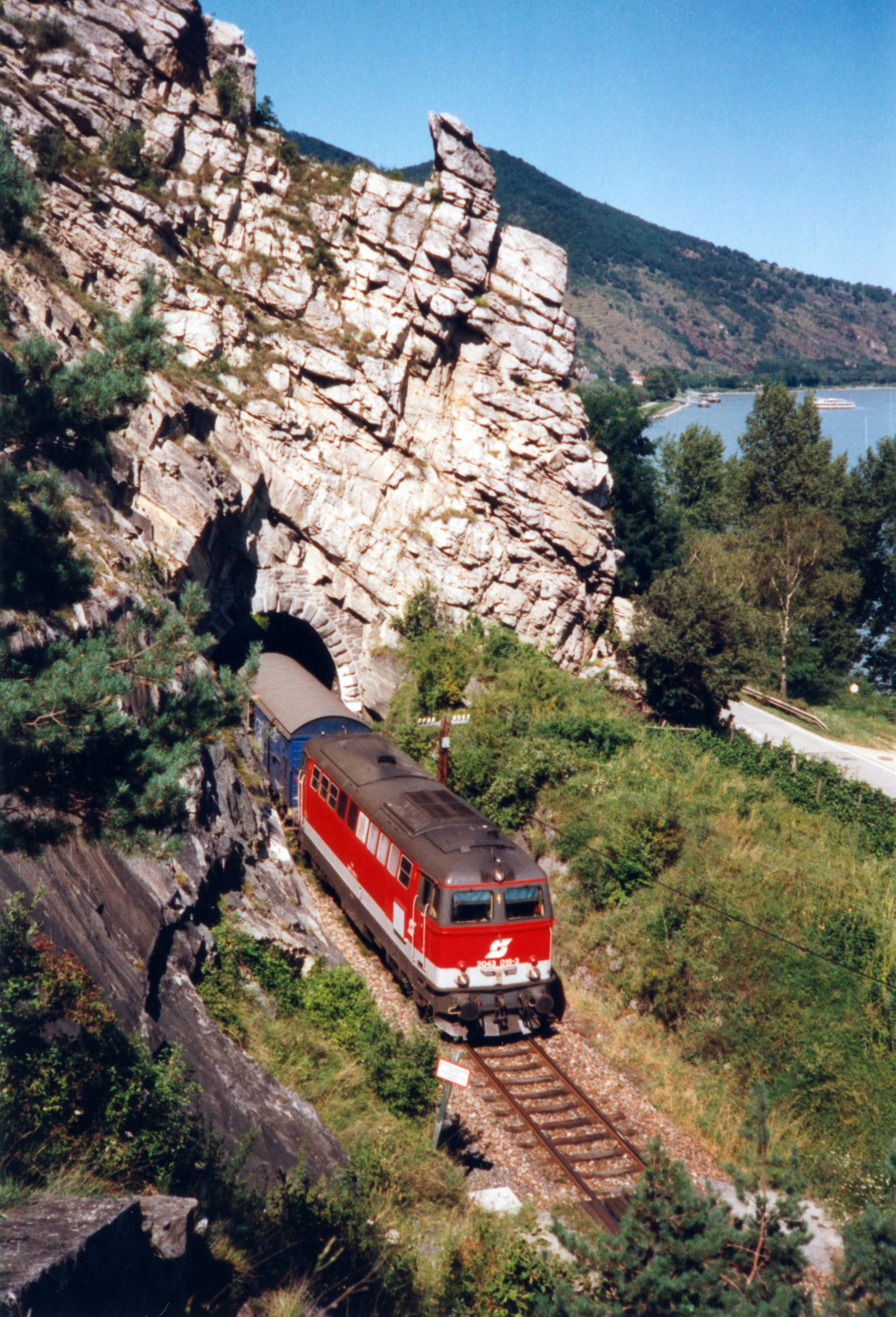
Zug mit 2043 015 auf der Wachauer Bahn

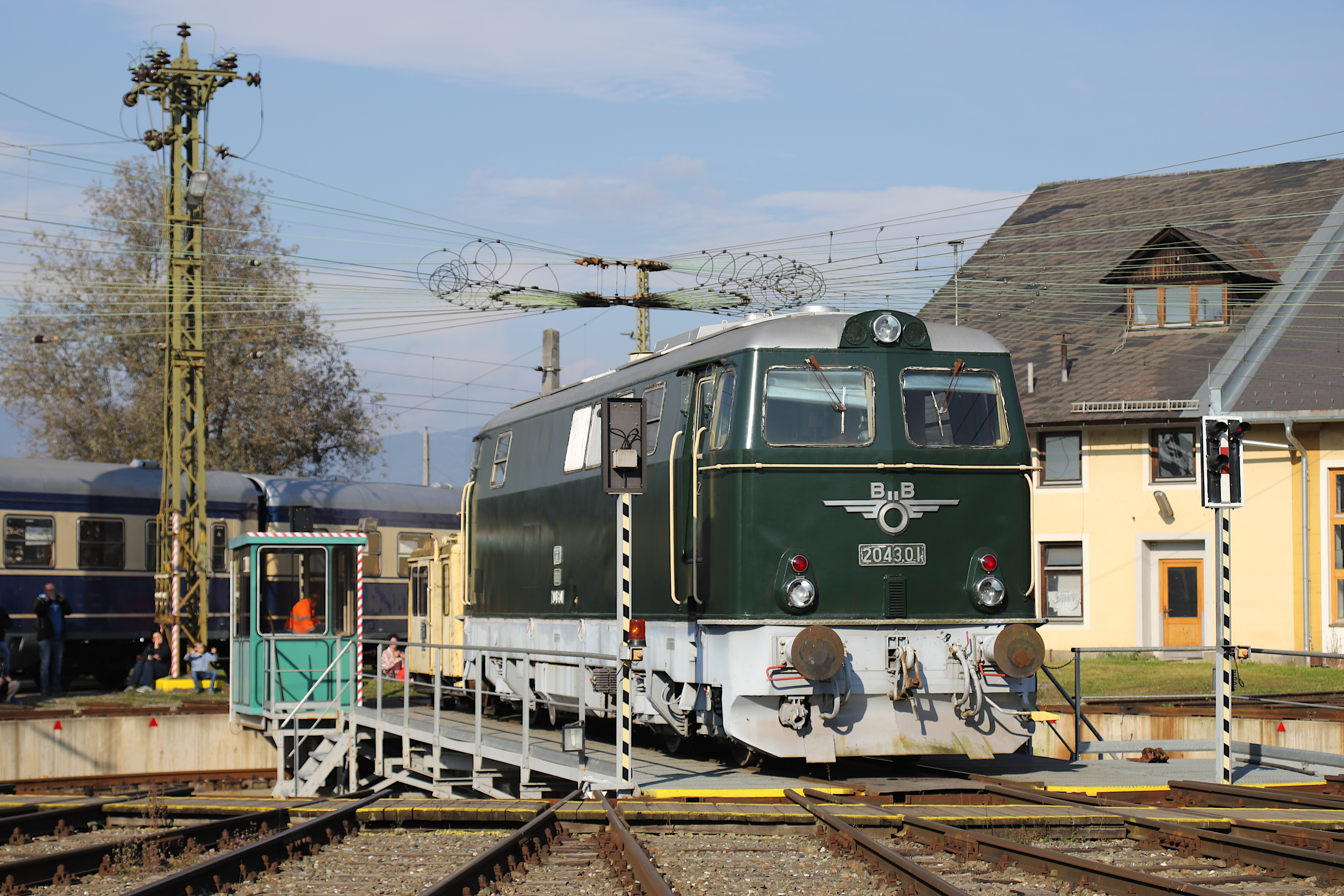
2043.01 auf der Drehscheibe in Knittelfeld. Hier das ursprüngliche tannengrünne Farbschema mit Flügelrad …

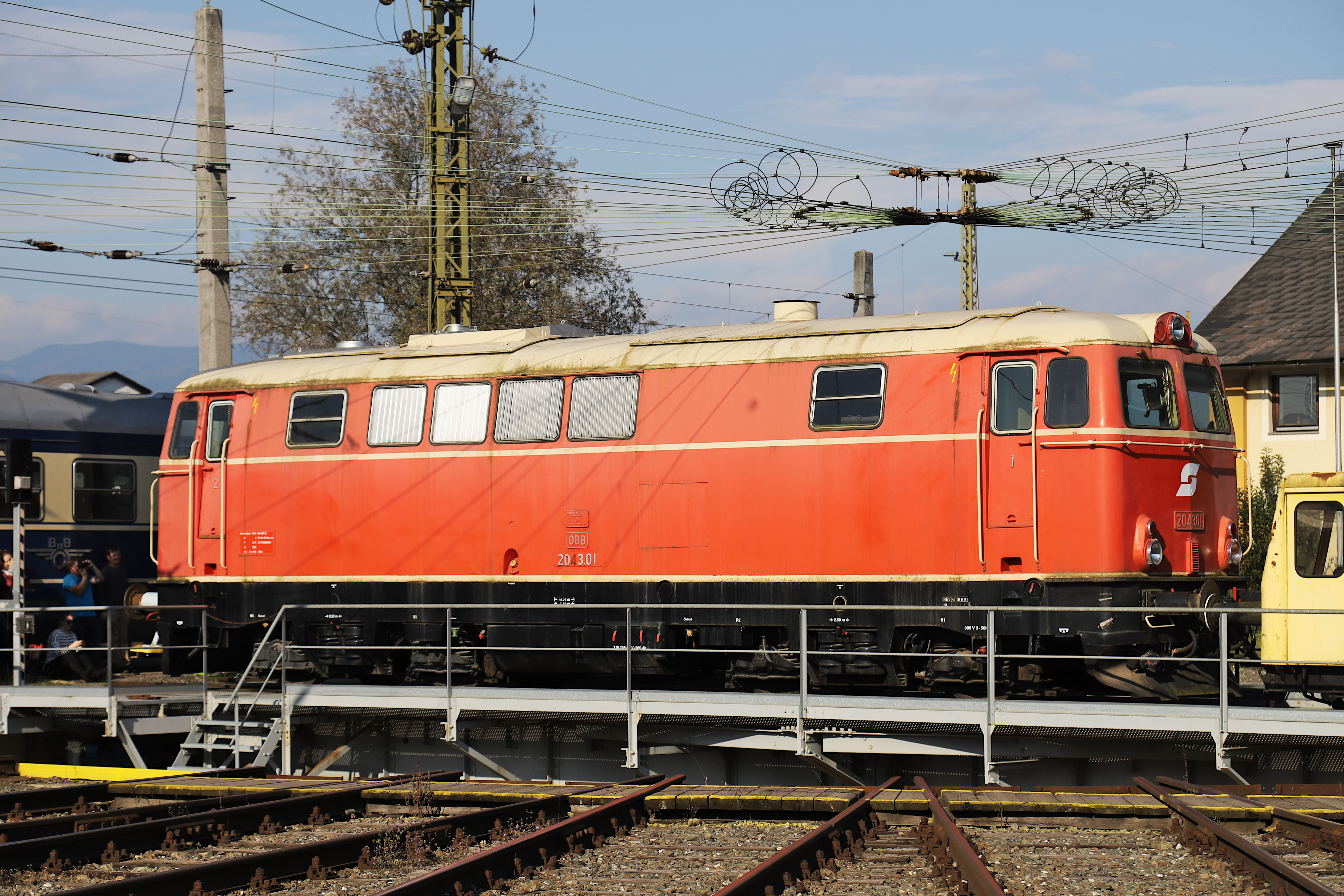
… und hier die blutorange Seite mit dem Pflatsch.

Die ÖBB versuchten bereits Ende der 1940er-Jahre,  Dampflokomotiven durch Dieseltriebfahrzeuge zu ersetzen. Der Bau von leistungsfähigen Dieselmotoren war aber aufgrund der unter den Kriegsfolgen leidenden österreichischen Industrie noch bis gegen Ende der 1950er-Jahre unmöglich. Ein Kauf im Ausland war aufgrund der Devisensituation erst nach 1955 und auch nur sehr eingeschränkt möglich. So konnten die ÖBB bis 1962 nur 20 dieselelektrische Lokomotiven der Reihe 2045 vom heimischen Hersteller Simmering-Graz-Pauker mit zwei 500-PS-Dieselmotoren und 18 ebenfalls dieselelektrische Lokomotiven der Reihe 2050 (GM-Lizenzbau) beschaffen. Anfang der 1960er-Jahre planten die ÖBB ein großes Beschaffungsprogramm für (Nebenbahn-)Streckendiesellokomotiven (Die Hauptstrecken sollten so rasch wie möglich elektrifiziert werden). Die Jenbacher Werke (JW) lieferten dafür 1962 einen als JW 2043.01 bezeichneten und vor Beginn der Serienlieferung in ÖBB 2043.501 umbezeichneten Prototyp (Bezeichnung Jenbach DH 1500) mit hydrodynamischer Kraftübertragung und Einzelachsantrieb. Die Kraftübertragung vom Einzelachsantrieb auf die Radsatzwelle erfolgte mittels BBC-Hohlwellen-Federantrieb. Diese komplizierte Kraftübertragung hatte zwar geringe Vorteile gegenüber dem für die Serienmaschinen gewählten zentralen hydraulischen Getriebe, die Kosten und die Störungsanfälligkeit schloss aber einen Weiterbau aus. Aus diesem Prototyp wurden die späteren Serienmaschinen weiterentwickelt. Da der hydraulische Einzelachsantrieb sich nicht bewährte, wurde die Lok 1974 ausgemustert.
Die Serienlokomotiven der Reihe 2043 wurden ab 1964 als leichte Universallokomotiven für nichtelektrifizierte Strecken Österreichs gebaut – zunächst eine Vorserie mit 4 Stück, 2043.01II bis 2043.04. Die Serienfertigung begann mit 2043.05, welche sich von der Vorserie vor allem durch den um einen Meter längeren Lokkasten und zusätzliche Maschinenraumfenster unterscheidet. Mit einer Achslast von nur 17 t war sie vor allem für Nebenbahnen konzipiert, musste aber auch in Ermangelung stärkerer Typen lange im Hauptstreckendienst aushelfen. Insgesamt wurden 77 Lokomotiven dieser Reihe an die ÖBB geliefert. Simmering-Graz-Pauker produzierte von der Schwesterreihe 2143, die sich durch andere Motoren und äußerlich durch andere Lüftungsgitter unterscheidet, ebenfalls 77 Lokomotiven.
Durch Neubeschaffungen von Lokomotiven der Reihe 2016 ab 2002 wurden die nunmehr veralteten und nicht mehr den Anforderungen genügenden 2043 überflüssig und infolgedessen nach und nach abgestellt.
Vier 2043er (055, 056, 057 und 058) wurden 1978 speziell für den Steilstreckenbetrieb auf der Erzbergbahn mit einer geschwindigkeitsabhängigen Magnetschienenbremse und einem Geschwindigkeitsüberwachungsgerät samt zusätzlichem Tachometer für die Talfahrt ausgestattet und zu 2043 555, 556, 557 und 558 umnummeriert. Bei Überschreitung der Geschwindigkeit talwärts von 30 km/h erfolgte eine Zwangsbremsung. Zu Beginn waren diese Lokomotiven ausschließlich im Güterverkehr anzutreffen, ab dem 2. Juni 1985 wurde erstmals ein planmäßiges Personenzugpaar (4103–4104) bespannt. Da die Fahrgastfrequenz in den nächsten Jahren stark zurückging, wurden die Reisezüge ab dem 16. Februar 1987 wieder mit Schienenbussen der Reihe 5081.5 geführt. Danach wurden sämtliche Lokomotiven von Vordernberg nach Knittelfeld umstationiert. Im Zuge von größeren Ausbesserungen wurde die Erzberg-Sonderausrüstung aus den Lokomotiven 2043 556  und 557 (1993) und 2043 558 (2001) ausgebaut und die Fahrzeuge rücknummeriert. Bei 2043 555 wurde sie nach einiger Zeit ebenso ausgebaut, jedoch behielt diese ihre Nummer. Anfang 2020 wurden die letzten drei Vertreter, 005, 010 und 062 abgestellt.
Die aus dem normalen Betrieb ausgeschiedene 2043.53 fuhr bei der NÖVOG als Zugfahrzeug des Reblaus-Express im Wald-/Weinviertel, die 2043.65, alias 2043.24 in der Wachau zwischen Emmersdorf und Krems. Die Lok 2043.72 wurde bereits 1977 nach nur wenigen Monaten im Einsatz ausgemustert und in der ÖBB-Zentralschule in St.Pölten-Wörth als Lehrmodell aufgebaut.

## Technik
Als Antriebsaggregat dient der Reihe 2043 ein ventilloser Zwölfzylinder-Zweitaktdieselmotor LM-1500 (List-Motor 1500, JW-Eigenkonstruktion) und einer Leistung von 1104 kW (1500 PS) bei der Höchstdrehzahl von 1.000/min. Das Hubvolumen beträgt 135,6 Liter. Das charakteristische Heulgeräusch im Betrieb des Fahrdieselmotors wird durch das Spülgebläse, das dem Gaswechsel dient, erzeugt. Ein ebenfalls ventilloser Achtzylinder-Zweitaktdieselmotor (JW400) treibt den Einphasen-Asynchron Zugheizgenerator (BBC MQBEK 212/400 spezial) an. Dieser versorgt mit elektrischer Zugheizung ausgestattete Wagen mit elektrischem Strom (Heizung / Batterieladung). Hierbei handelt es sich um das gleiche Motormodell wie jenes der Reihe 2062, dieser wird jedoch bis 2043.34 mit Druckluft gestartet und unterscheidet sich sonst noch in einigen Details von dem der 2062. Ein dritter Zweizylinder-Viertaktdieselmotor (JW442K), treibt die Lichtmaschine (Hilfsgenerator-HiGen) und einen Kompressor mit Aussetzregelung für die Erzeugung von Druckluft an, die beispielsweise für den Anlassvorgang des Fahrdieselmotors und in den unteren Bauserien des Heizdieselmotors benötigt wird. Weiters wird Druckluft u. a. für die Bremsanlage und Sandung, Drehzahlstellventile, Makrofone, Spurkranzschmierung, Scheibenwischer; Apparateluft (5,5 bar) für Fahrtwendung und automatische Entwässerung sowie Abstellung des LM-1500 benötigt. Diverse Ventile, die dem Motorschutz dienen, runden das Spektrum ab.
Jeder Motor kann für sich alleine betrieben werden. 2043 062 bekam in den 1990er-Jahren Caterpillar-Motore. Hierbei handelt es sich um einen 16-Zylinder-Viertaktdieselmotor vom Typ 3516 mit 69,1 l Hubraum als Fahrdiesel und einen 8-Zylinder-Viertaktdieselmotor vom Typ 3408 als Heizdiesel. Der Dieselkompressor entfiel, da beide Motore elektrisch gestartet werden.
Die Kraftübertragung erfolgt mit einem hydraulischen Getriebe (Turbogetriebe) der Firma Voith. 2043.01–14 erhielten ein Getriebe mit drei Wandlern von Voith Heidenheim, ab 2043.15 wurde ein Zweiwandlergetriebe (Anfahr- und Marschwandler) der Firma Voith St. Pölten eingebaut.
Als Deckanstrich des Lokomotivkastens wurde bis zur 2043.22 ein tannengrüner Farbton gewählt. Die folgenden Maschinen erhielten einen blutorangefarbigen Lokkasten, wobei die 2043.23 und 2043.24 abweichend einen grauen Rahmen hatten. Ab 2043.59 wurde das Dach elfenbeinfarben lackiert sowie ab 2043.57 das Flügelrad durch das neue ÖBB-Logo ersetzt. Im Laufe der 1980er Jahre wurden die älteren Loks dem neueren Design angeglichen. Wegen der hohen Verschmutzungsanfälligkeit wurden auch hier ab 1985 Rahmen und Dach umbragrau lackiert. 1987 kam im Zuge von Neulackierungen bei Hauptuntersuchungen eine neue Designvariante, das sogenannte Valousek-Design mit elfenbeinfarbener Bauchbinde, blutorangem Lokkasten, umbragrauem Dach und Rahmen sowie Einrahmung der Führerstandfenster in Umbragrau zur Anwendung. 1990 wurde diese Variante abgeändert und Blutorange durch Verkehrsrot und Elfenbein durch Achatgrau ersetzt. Bis Anfang der 2000er Jahre wurden alle Loks außer 01 und 72 in dieses Design umlackiert. 2043 005 wurde wieder in Blutorange mit Computernummer lackiert.

## Einsatz
Eingesetzt wurden sie auf allen nichtelektrifizierten Haupt- und Nebenbahnen in Tirol, Kärnten, Oberösterreich, der Steiermark, sowie im Mostviertel und der Wachau. Einsätze im Raum Wien und Weinviertel waren eher die Ausnahme. Über die Korridorzüge Innsbruck–Lienz kamen die Loks auch nach Italien. Mit Streckenelektrifizierungen und Streckeneinstellungen wurden ihnen einige Einsatzgebiete genommen, und der Bestand konzentrierte sich auf weniger Zugförderungen. Mit der Auslieferung der Reihe 2016 wurden sie vielerorts durch diese ersetzt. Durch den Ersatz der letzten Schlierenwagen auf nichtelektrifizierten Strecken durch Triebwagen der Reihe 5022 beschränkte sich ihr Einsatzspektrum hauptsächlich auf Fahrverschubzüge und einzelne Güterzüge sowie Arbeitszüge. Aufgrund des hohen Treibstoffverbrauchs und der hohen Störungsanfälligkeit wurden sie nur mehr eingesetzt, wenn keine anderen Maschinen zur Verfügung standen. 2010 waren sie nur mehr in Oberösterreich, Kärnten und Krems im Einsatz. Im Laufe der 2010er Jahre konzentrierte sich der Bestand zunehmend auf Oberösterreich. Das letzte Einsatzgebiet der Reihe 2043 war der Fahrverschub auf der Passauer Bahn und der Verschub beim Granitwerk in Gopperding bei Schärding. Anfang 2020 endete der Einsatz bei den ÖBB. Die Reihe 2143 hielt sich bis Anfang 2022. 2020 wurden die zwei im Besitz von Austrovapor befindlichen 2043 öfters am Aluzug Wels-Braunau eingesetzt. Dieser wird allerdings inzwischen von anderen Loks bespannt.

## Verbleib

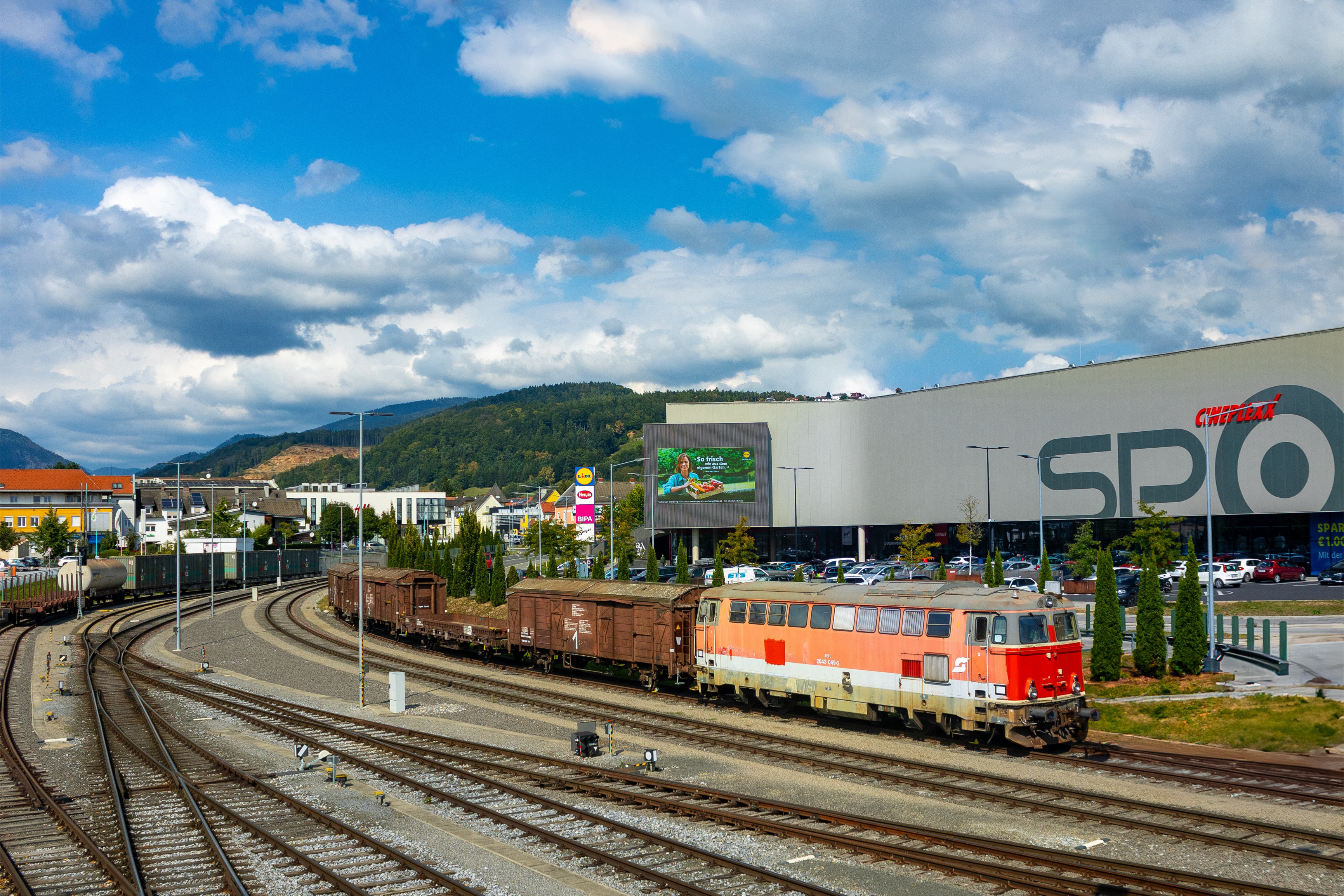
2043 049, im Besitz der Eisenbahnfreunde Lienz (EBFL)

Folgende Loks der Reihe 2043 blieben bis heute erhalten:
| Nummer   | Baujahr | Farbgebung                       | Eigentümer     | Standort          | Anmerkungen                                                                              |
| -------- | ------- | -------------------------------- | -------------- | ----------------- | ---------------------------------------------------------------------------------------- |
| 2043.01  | 1964    | Tannengrün/Blutorange            | EM Knittelfeld | Knittelfeld       | "Schräg lackiert" eine Hälfte Tannengrün, eine Blutorange                                |
| 2043 005 | 1966    | blutorange                       | Gailtalbahn    | Kötschach-Mautern |                                                                                          |
| 2043.10  | 1967    | tannengrün                       | ÖGEG           | Ampflwang         |                                                                                          |
| 2043 016 | 1968    | Valousek                         | ex.Hinteregger |                   |                                                                                          |
| 2043 020 | 1968    | Valousek                         | ex.Hinteregger |                   |                                                                                          |
| 2043 021 | 1968    | Valousek                         | ÖGEG           | Ampflwang         |                                                                                          |
| 2043 027 | 1969    | Valousek                         | VNLB           | Mistelbach        |                                                                                          |
| 2043 035 | 1971    | Valousek                         | Austrovapor    | Strasshof         |                                                                                          |
| 2043 037 | 1971    | Valousek                         | Austrovapor    | Strasshof         |                                                                                          |
| 2043 044 | 1972    | Valousek                         | Austrovapor    | Strasshof         |                                                                                          |
| 2043 049 | 1973    | Valousek                         | EBFL           | aktuell Weiz      |                                                                                          |
| 2043 053 | 1973    | tannengrün (original blutorange) | Austrovapor    | Strasshof         |                                                                                          |
| 2043 555 | 1973    | Valousek                         | ÖGEG           | Ampflwang         | Einzige noch existierende 2043.5                                                         |
| 2043 062 | 1974    | Valousek                         | ÖGEG           | Ampflwang         | Einzige 2043 mit Catarpillar-Motore                                                      |
| 2043 065 | 1974    | gold/grau                        | VNLB           | Mistelbach        | Als 2043.24 angeschrieben, ex. Nostalgielok des ÖCD in Blutorange mit eisengrauem Rahmen |

Neben den genannten Loks wurden folgende Loks ebenso zunächst weitergegeben für eine Nachnutzung allerdings inzwischen verschrottet oder deren Existenz ist nicht bekannt:
| Nummer   | Baujahr | Farbgebung | letzter Eigentümer | Verschrottungsjahr | Anmerkungen                                                                    |
| -------- | ------- | ---------- | ------------------ | ------------------ | ------------------------------------------------------------------------------ |
| 2043 015 | 1968    | Valousek   | Növog              | 2015               |                                                                                |
| 2043 023 | 1969    | Valousek   | Austrovapor        | 2025               |                                                                                |
| 2043 052 | 1973    | Valousek   | Austrovapor        | 2025               |                                                                                |
| 2043 72  | 1976    | blutorange | ÖBB Infra          | ?                  | Als 2143.77 angeschrieben Verbleib unbekannt nach Schließung der Zentralschule |

Zusätzlich blieben von der 2043.73 der Führerstand 1 und ein Triebdrehgestell der 2043.501 im Eisenbahnmuseum Schwechat erhalten.
*EM Knittelfeld: Eisenbahnmuseum Knittelfeld; ÖGEG: Österreichische Gesellschaft für Eisenbahngeschichte; VNLB: Verein Neue Landesbahn; EBFL: Eisenbahnfreunde Lienz; ÖCD: Österreichischer Club für Diesellokgeschichte